# Across the Broad Pacific
Across the Broad Pacific è un cortometraggio muto del 1912. Il nome del regista non viene riportato.

## Produzione
Il film fu prodotto dalla Essanay Film Manufacturing Company. Il documentario venne girato in Asia, tra la Cina (Canton e Shanghai), le Filippine (Manila) e il Giappone (Kobe, Tokyo e Yokohama).

## Distribuzione
Distribuito dalla General Film Company, il film - un cortometraggio a una bobina - uscì nelle sale cinematografiche USA il 24 settembre 1912. Nel Regno Unito, fu distribuito l'8 dicembre 1912.